# Екпинди (Туркестанская область)
Екпинди (каз. Екпінді) — село в Толебийском районе Туркестанской области Казахстана. Входит в состав Алатауского сельского округа. Код КАТО — 515837200.
В 0,5 км к востоку от села расположен памятник архитектуры XIX века — Красный мост, который входит в список памятников истории и культуры местного значения Туркестанской области.

## Население
В 1999 году население села составляло 1120 человек (556 мужчин и 564 женщины). По данным переписи 2009 года, в селе проживали 1263 человека (629 мужчин и 634 женщины).